# Contea di Zhongjiang
La contea di Zhongjiang (中江县S, Zhōngjiāng XiànP) è una contea della Cina, situata nella provincia di Sichuan e amministrata dalla prefettura di Deyang.